# Stéphane Ducret

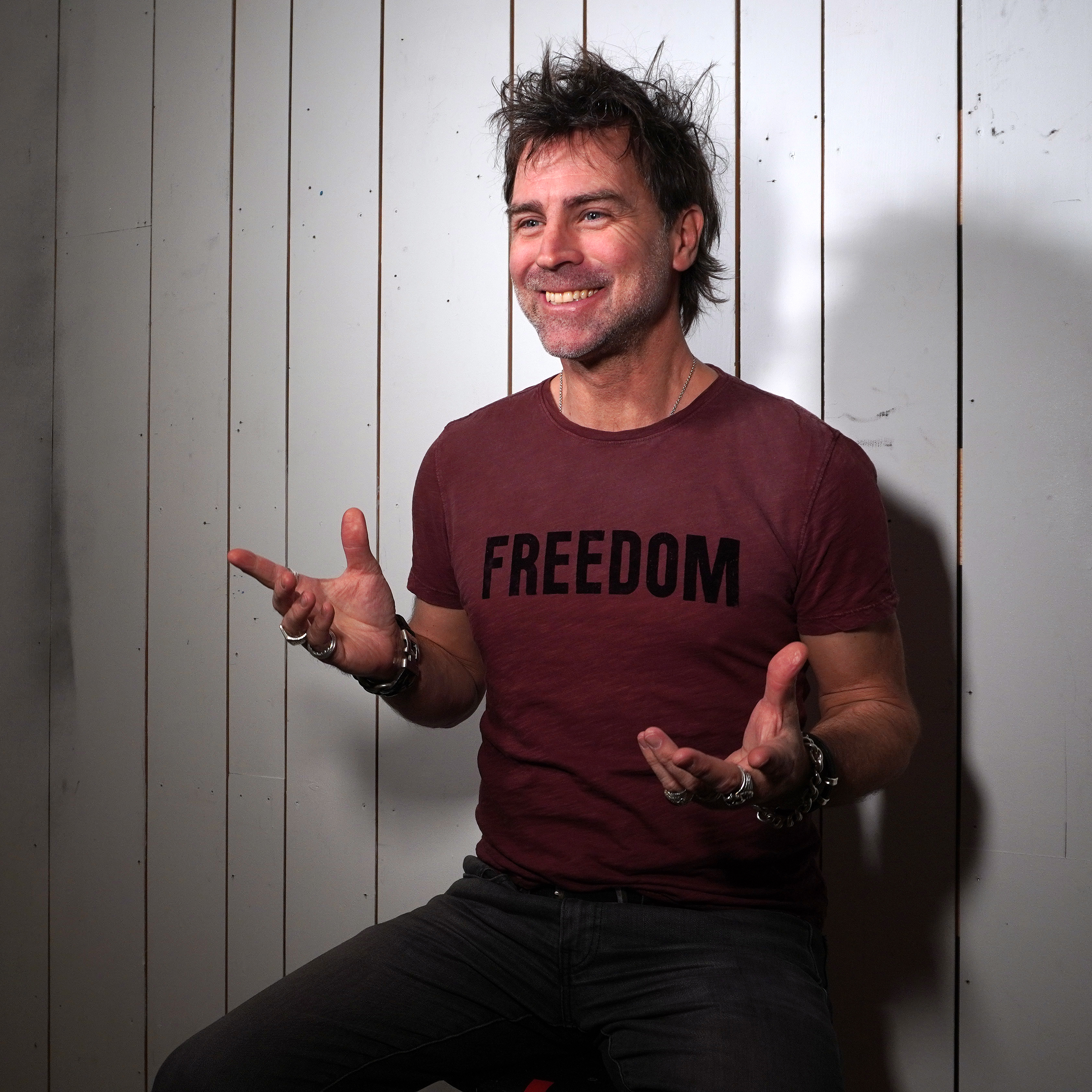
Stéphane Ducret, 2023

Stéphane Ducret (* 31. August 1970 in Lausanne) ist ein Schweizer Künstler und Galerist.

## Leben
Stéphane Ducret studierte 1990 an der École cantonale d’Art de Lausanne (ECAL) in Lausanne und später in Genf. Seit Ende der 1990er Jahre wurden die Werke von Ducret in zahlreichen Einzel- und Gruppenausstellungen ausgestellt. Diese Ausstellungen fanden vorwiegend in Genf, New York City und Porto statt. Zwischen 2006 und 2012 lebte und arbeitete Ducret in Buenos Aires. Nach Wohnsitzen in Pully, New York, Porto, und Buenos Aires lebt er seit 2012 in Genf, wo er eine eigene Galerie betreibt.

## Einzelausstellungen
- 2007: Synopsism Gallery in Lausanne
- 2006: La galerie in Genf
- 2003: L’espace lausannois d’art in Lausanne
- 2002: Galerie Edward Mitterrand in Genf
- 2001: The Point in New York City
- 2000: 450 Broadway Gallery in New York City
- 1998: Galerie Parallèle in Genf
- 1991: Galerie 16-25 in Lausanne

## Auszeichnungen
- 2003: Preisträger der Stiftung Leenaards
- 2002–2006: Professor an der École cantonale d’Art de Lausanne (ECAL)
- 1996: Preisträger des Fonds Cantonal d’art visuel Award (FCDAV Award)